# سیامک زعیم
سید سیامک زعیمی (۱۳۲۳ در کاشان – بهمن ۱۳۶۳) که با نام مستعار شهاب شهرت داشت، از رهبران سازمان انقلابیون کمونیست، مسئول ایدئولوژیکی-سیاسی اتحادیه کمونیست‌های ایران  و مسئول سیاسی و طراح اصلی حرکت مسلحانهٔ اتحادیه کمونیست‌های ایران (سربداران) در واقعه ۱۳۶۰ آمل بود. سیامک زعیمی، برادرِ کوروش زعیم بود. او به علت تخلف قوانین به جرم توهین و به نظام جمهوری اسلامی ایران بازداشت و اعدام شد.  

## زندگی
سیامک زعیمی از فعالان جنبش دانش آموزی دبیرستان البرز در سال‌های ۱۳۴۲–۱۳۳۹ بود. وی در سال ۱۳۴۲ برای تحصیل به آمریکا رفت و در زمان تحصیل در آمریکا از اعضای شاخه چپ جبهه ملی ایران در آمریکا به‌شمار می‌آمد. وی در کالیفرنیا به صفوف کنفدراسیون پیوست و در این دوره جزو فعالان جنبش ضد جنگ ویتنام در آمریکا بود. طی این فعالیت‌ها نام او توسط اف‌بی‌آی در فهرست کمونیست‌ها ثبت شد. سیامک جزوه بنیان‌گذاران سازمان انقلابیون کمونیست (م- لام) و رهبر ایدئولوژیک- سیاسی این سازمان بود. این سازمان در سال ۱۹۶۸در آمریکا ایجاد شد. وی در سال ۱۳۵۷ به ایران بازگشت.

## دستگیری
سیامک زعیم که طراح قیام سربداران و رهبر اصلی آن بود در ۷ بهمن سال ۱۳۶۰ در آمل و یک روز پس از شکست قیام دستگیر شد. بنا به ادعای برادر وی (کوروش زعیم) در وبگاه شخصی خود، از سیامک زعیم در زندان خواسته بودند با موسوی تبریزی در تلویزیون مناظره کند. اما سیامک زعیم گفته بود که میمون رژیم نمی‌شود و در آخرین ملاقاتش به مادر گفته بود که از او خواسته‌اند توبه کند تا از اعدام نجات پیدا کند. مادر به سیامک که «فرزند عزیز» او بود، گفته بود که توبه یک ننگ خانوادگی خواهد بود.

## اعدام
سیامک زعیم در استادیوم فوتبال شهر آمل و در میان تماشاچیان در سال ۱۳۶۳ اعدام شد.